# Anisopodus curvipes
Anisopodus curvipes är en skalbaggsart som beskrevs av Martins 1974. Anisopodus curvipes ingår i släktet Anisopodus och familjen långhorningar. Inga underarter finns listade i Catalogue of Life.